# 김원 (인터넷 방송인)
김원(1989년 2월 21일 ~ )은 대한민국의 인터넷 방송인이다. 숲, 유튜브에서 활동하고 있다. 미스터리, 실제 사건에 대한 내용을 다룬다. 전주 실종 연쇄살인 사건의 범인인 최신종의 신상을 최초로 공개해 화제를 모으기도 했다.

## 방송 출연
- 생방송 오늘 아침 (2018.09.14)[2]
- 그것이 알고싶다 (2020.10.10)[3]

## 수상
- 아프리카TV 시사/학습 부문 올해의 BJ, 2017, 2019
- 아프리카TV 에듀테인먼트 부문 올해의 BJ : 2018, 2020